# Kirchenkreis Berlin Nord-Ost
Der Kirchenkreis Berlin Nord-Ost ist einer von zehn Kirchenkreisen der Evangelischen Kirche Berlin-Brandenburg-schlesische Oberlausitz im Sprengel Berlin. Superintendentin (Geistliche Leiterin) ist seit September 2024 Almut Bellmann.

## Lage
Der Kirchenkreis umfasst die Nordteile der Berliner Bezirke Pankow (ehemalige  Bezirke Pankow und Weißensee),  Lichtenberg (ehemaliger Bezirk Hohenschönhausen) und Mitte (ehemaliger Bezirk Wedding) und einige Gemeinden im Landkreis Oberhavel und im Landkreis Barnim. Das Gebiet der Kirchengemeinde Ahrensfelde-Mehrow-Eiche ragt in den Nordteil von Berlin-Marzahn hinein. Von seinen 42 Kirchengemeinden befinden sich 18 außerhalb der Stadtgrenze Berlins.

## Geschichte
Der Kirchenkreis entstand am 1. Mai 2008 durch die Vereinigung der drei Kirchenkreise Pankow, Wedding und Weißensee.
Nach der Reformation wurde 1541 der Teil der alten Propstei Berlin, der rechts (nördlich) der Spree gelegen war, an die neu errichtete Propstei Berlin überwiesen. Diese wurde 1811 in eine Stadt- (Berlin-Stadt) und eine Landdiözese (Diözese Berlin-Land) geteilt; die Landdiözese wiederum 1888 in die Kirchenkreise Berlin-Land I sowie Berlin-Land II. Der Kirchenkreis Berlin-Land II wurde 1949 in die Kirchenkreise Reinickendorf und Pankow geteilt, der verbleibende Kirchenkreis Berlin-Land I (ab 1950 wieder als Kirchenkreis Berlin-Land bezeichnet) 1959 in die Kirchenkreise Lichtenberg (seit 1999 Teil des Kirchenkreises Lichtenberg-Oberspree) und Weißensee. Auch der Kirchenkreis Berlin-Stadt wurde mehrfach geteilt, so dass ab 1901 drei Kirchenkreise bestanden. Die im West-Berliner Ortsteil Gesundbrunnen liegenden Gemeinden des Kirchenkreises Berlin-Stadt III (nach dem Mauerbau als eigenständiger Kirchenkreis Berlin-Stadt IIIa) bildeten mit denen des Kirchenkreises Berlin-Stadt II ab 1975 den Kirchenkreis Wedding.

## Kirchengebäude
| Kirche                                | Ort                         | Kirchengemeinde                        | Bild |
| ------------------------------------- | --------------------------- | -------------------------------------- | ---- |
| Dorfkirche                            | Ahrensfelde                 | Ahrensfelde-Mehrow-Eiche               |      |
| Dorfkirche „Zu den Vier Evangelisten“ | Berlin-Pankow               | Alt-Pankow                             |      |
| Himmelfahrtskirche                    | Berlin-Gesundbrunnen        | Am Humboldthain                        |      |
| St.-Pauls-Kirche                      | Berlin-Gesundbrunnen        | An der Panke                           |      |
| Stephanuskirche                       | Berlin-Gesundbrunnen        | An der Panke                           |      |
| Martin-Luther Gemeindehaus            | Berlin-Gesundbrunnen        | An der Panke                           |      |
| Kirche                                | Bergfelde                   | Bergfelde-Schönfließ                   |      |
| Dorfkirche                            | Schönfließ                  | Bergfelde-Schönfließ                   |      |
| Evangelische Kirche                   | Birkenwerder                | Birkenwerder                           |      |
| Dorfkirche                            | Birkholz                    | Birkholz                               |      |
| Dorfkirche                            | Berlin-Blankenburg          | Blankenburg                            |      |
| Dorfkirche                            | Berlin-Blankenfelde         | Blankenfelde                           |      |
| Feldsteinkirche                       | Blumberg                    | Blumberg                               |      |
| Neue Kirche                           | Borgsdorf                   | Borgsdorf / Pinnow                     |      |
| Dorfkirche                            | Pinnow                      | Borgsdorf / Pinnow                     |      |
| Schlosskirche                         | Berlin-Buch                 | Buch                                   |      |
| Dorfkirche                            | Berlin-Französisch Buchholz | Französisch Buchholz                   |      |
| Dorfkirche                            | Eiche                       | Ahrensfelde-Mehrow-Eiche               |      |
| Dorfkirche                            | Glienicke/Nordbahn          | Glienicke                              |      |
| Apostelkirche                         | Berlin-Heinersdorf          | Heinersdorf                            |      |
| Martin-Luther-Kirche                  | Hennigsdorf                 | Hennigsdorf                            |      |
| Hoffnungskirche                       | Berlin-Pankow               | Hoffnungskirchengemeinde Berlin-Pankow |      |
| Stadtkirche                           | Hohen Neuendorf             | Hohen Neuendorf/Stolpe                 |      |
| Dorfkirche                            | Stolpe                      | Hohen Neuendorf/Stolpe                 |      |
| Taborkirche                           | Berlin-Alt-Hohenschönhausen | Hohenschönhausen                       |      |
| Kirche am Berl                        | Berlin-Neu-Hohenschönhausen | Hohenschönhausen-Nord                  |      |
| Kapernaumkirche                       | Berlin-Wedding              | Kapernaum                              |      |
| Dorfkirche                            | Berlin-Karow                | Karow                                  |      |
| Korneliuskirche                       | Berlin-Wedding              | Kornelius                              |      |
| Lazaruskirche                         | Berlin-Gesundbrunnen        | Lazarus-Anstaltskirchengemeinde        |      |
| Dorfkirche                            | Lindenberg                  | Lindenberg-Schwanebeck                 |      |
| Neue Dorfkirche                       | Berlin-Malchow              | Malchow-Wartenberg                     |      |
| Lutherhaus                            | Berlin-Pankow               | Martin-Luther-Kirchengemeinde          |      |
| Dorfkirche                            | Mehrow                      | Ahrensfelde-Mehrow-Eiche               |      |
| Dorfkirche Mühlenbeck                 | Mühlenbeck                  | Mühlenbeck/Schildow                    |      |
| Dorfkirche                            | Schildow                    | Mühlenbeck/Schildow                    |      |
| Alte Nazarethkirche                   | Berlin-Wedding              | Nazarethkirchengemeinde                |      |
| Dorfkirche                            | Nieder Neuendorf            | Nieder Neuendorf                       |      |
| Friedenskirche                        | Berlin-Niederschönhausen    | Niederschönhausen                      |      |
| Gemeindehaus Nordend                  | Berlin-Rosenthal            | Nordend                                |      |
| Osterkirche                           | Berlin-Wedding              | Oster-Kirchengemeinde                  |      |
| Dorfkirche                            | Berlin-Rosenthal            | Rosenthal–Wilhelmsruh                  |      |
| Lutherkirche                          | Berlin-Wilhelmsruh          | Rosenthal–Wilhelmsruh                  |      |
| Dorfkirche                            | Schwanebeck                 | Lindenberg-Schwanebeck                 |      |
| Dorfkirche                            | Schönerlinde                | Schönwalde-Schönerlinde                |      |
| Dorfkirche Schönwalde                 | Schönwalde                  | Schönwalde-Schönerlinde                |      |
| Kapelle der Versöhnung                | Berlin-Mitte                | Versöhnungsgemeinde                    |      |
| Neue Dorfkirche                       | Berlin-Wartenberg           | Malchow-Wartenberg                     |      |
| Alte Pfarrkirche                      | Berlin-Weißensee            | Weißensee                              |      |
| Bethanienkirche                       | Berlin-Weißensee            | Weißensee                              |      |